# Shiel Hill
Shiel Hill est une banlieue résidentielle de la cité de Dunedin, située dans le sud de l’Île du Sud de la Nouvelle-Zélande.

## Situation
Elle est localisée dans l’angle sud-est de la zone urbaine de la cité de Dunedin, à 3,2 km au sud-est du centre-ville et à l’extrémité ouest de la péninsule d'Otago, tout près de l’isthme joignant la péninsule à la terre principale.
Comme le nom l'indique, elle est située sur les pentes d’une colline au début de la chaîne qui longe l'épine dorsale de la péninsule.
Les pentes s'élèvent jusqu'à une série de crêtes généralement connues collectivement comme Highcliff, nom qui s'applique aux vestiges suburbains qui subsistent lorsque la zone urbaine de Dunedin devient la terre rurale de la péninsule.
Plus précisément, le nom est celui d'une falaise qui se trouve sur la côte Pacifique de la péninsule à 4 km à l’est de Shiel Hill.

## Activité économique
La banlieue est presque entièrement résidentielle, bien qu’il y ait quelques magasins de détail le long de la route principale (Highcliff Road) de la banlieue.
Parmi ceux-ci, il y a un petit noyau de magasins se situant à l’extrémité sud–ouest de Shiel Hill, à l'endroit où la banlieue rejoint la banlieue voisine de Anderson's Bay.
À cet endroit, il y a un carrefour routier, l’extrémité ouest de Highciff Road rejoignant quatre autres routes notamment Silverton Street, qui descend dans Andersons Bay et est la principale route à partir de Shiel Hill vers le centre de Dunedin et Tomahawk Road (qui mène à Tahuna et Ocean Grove, les banlieues de Dunedin sur la côte Pacifique).

## Caractéristiques locales
Parmi les caractéristiques notables de Shiel Hill, il y a le parc Rotary, une petite réserve publique entourant les réservoirs qui desservent les banlieues des collines de la péninsule.
Ce parc est situé au-dessus des pentes raides qui descendent de plus de 166 m jusqu'aux eaux du port d'Otago, tout près de la ville de The Cove, située à 500 m au nord du parc.
Depuis le Rotary Park, il est possible de profiter de la vue sur le port, et le long de celui-ci jusqu'au centre de Dunedin au nord-ouest, Signal Hill au nord, et Port Chalmers au nord-est .

## Évènement
La banlieue de Shiel Hill a fait la une des journaux de Dunedin en 1995, après qu'un des crimes les plus notoires survenus à Dunedin a été perpétré dans Every Street, tout près de la limite de Shiel Hill et d’Andersons Bay.
L'affaire, dans laquelle cinq des six membres de la famille Bain ont été tués, a conduit à l'une des plus grandes causes célèbres de Nouvelle-Zélande.
Après la découverte des restes des membres de sa famille, David Bain a été arrêté malgré les preuves indiquant que les meurtres auraient pu être un meurtre suicide perpétré par son père Robin.
David Bain fut jugé coupable et condamné à la prison à vie ; il en a purgé 13 ans avant de réussir à faire rouvrir son dossier.
Son nouveau procès, en 2009, a abouti à un verdict de non-culpabilité.

## Highcliff

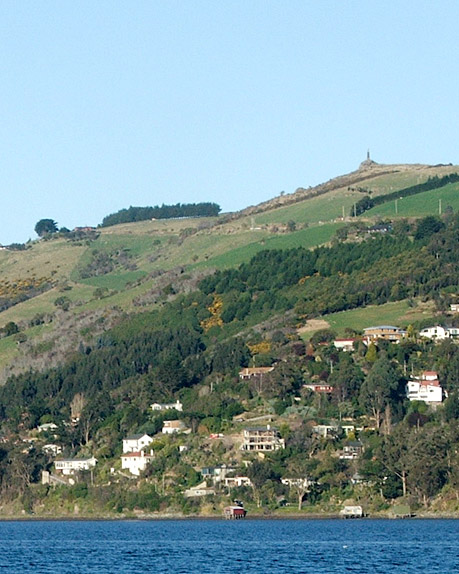
Le petit village de Challis siège à l’angle du mouillage en dessous du Mémorial des Soldats tombés de la péninsule d’Otago, un élément majeur du paysage local

À l’est de Shiel Hill, Highcliff Road se croise avec McKerrow Street (qui relie Shiel Hill avec les banlieues voisines de Waverley, avant de continuer le long de l’axe de la péninsule, descendant ensuite au niveau de Portobello.
La plus grande partie de la péninsule entre le centre de Dunedin et Portobello, qui ne siègent pas sur la côte du mouillage d’Otago Harbour, sont accessibles en priorité par la route.
Ces places comprennent Sandfly Bay, Pukehiki, Boulder Beach, et Hoopers Inlet.
Une seconde route vers Océan Grove, nommée Centre Road, rencontre Highcliff Road à 1,6 km à l’est de la ville de Shiel Hill.
Bien que très sinueuse et souvent très étroite, Highcliff Road est une route réputée pour les touristes, car sa localisation permet une vue par-dessus la péninsule et l’ensemble du mouillage.
Parmi les éléments importants de Highcliff Road, près de Shiel Hill, se trouve le mémorial des soldats tombés au combat de la péninsule d'Otago, monument de guerre situé au sommet d’un pic de 225 m connu sous le nom d’Arthur's Seat (d’après la proéminence de même nom (Arthur's Seat) situé à Édimbourg, en Écosse).
Ce monument de 10 m de haut fut conçu par E. H. Walden et R.A. Hosie, et se dresse sur un promontoire rocheux connu sous le nom de Cadzow Rock.
Il fut inauguré en mars 1923.
En raison de sa localisation au sommet du promontoire le plus à l’ouest de la péninsule, il est visible depuis une grande partie du centre de Dunedin.